# Magné (Deux-Sèvres)
 Magné  es una población y comuna francesa, situada en la región de Poitou-Charentes, departamento de Deux-Sèvres, en el distrito de Niort y cantón de Niort-Ouest.

## Demografía
| 987 | 1119 | 1435 | 2130 | 2717 | 2852 |
| Para los censos de 1962 a 1999 la población legal corresponde a la población sin duplicidades (Fuente: INSEE [Consultar]) |      |      |      |      |      |